# Macropelopia
Macropelopia is een muggengeslacht uit de familie van de Dansmuggen (Chironomidae).

## Soorten
- M. adaucta Kieffer, 1916
- M. decedens (Walker, 1848)
- M. fehlmanni (Kieffer, 1912)
- M. fittkaui Ferrarese & Ceretti, 1987
- M. nebulosa (Meigen, 1804)
- M. notata (Meigen, 1818)
- M. rossaroi Lencioni & Marziali, 2005